# Povinný výtisk
Povinný výtisk je exemplář periodické či neperiodické publikace (kniha, brožura), který je vydavatel povinen bezplatně a na svůj náklad odevzdat příjemcům povinného výtisku. Množství, lhůta a podmínky odevzdání většinou vychází ze zákonné povinnosti. Právem povinného výtisku zpravidla disponují nejvýznamnější knihovny (národní apod.) Povinný výtisk plní čtyři základní funkce: evidenční, bibliografickou, archivní a akviziční.

## V Česku
České zákony vydělují v oblasti povinného výtisku dvě základní kategorie (povinný výtisk neperiodických publikací a povinný výtisk periodických publikací). V obou případech musí být odevzdávaný exemplář v bezvadném technickém stavu. Příjemce povinného výtisku může požadovat náhradu za vadný, nevyhovující kus. Nesplnění povinnosti odevzdání je finančně sankcionováno, a to dle platných zákonů.

### Povinný výtisk neperiodických publikací
Řídí se zákonem č. 37/1995 Sb. o neperiodických publikacích. V Česku je doba od vydání výtisku do odevzdání knihovně omezena na 30 dní. U neperiodického tisku je povinnost vydavatele odevzdat:
- 2 ks Národní knihovně České republiky,
- 1 ks Moravské zemské knihovně v Brně,
- 1 ks Vědecké knihovně v Olomouci,
- 1 ks místně příslušné krajské knihovně podle sídla vydavatele,
- 1 ks publikace, která je pořízena slepeckým písmem, Knihovně a tiskárně pro nevidomé K. E. Macana v Praze.

Vydavatel dále musí písemně nabídnout ke koupi jeden výtisk jím vydané neperiodické publikace Knihovně Akademie věd České republiky, Parlamentní knihovně, Národní technické knihovně, Knihovně Národního muzea, Knihovně Památníku písemnictví, Středočeské vědecké knihovně v Kladně, Jihočeské vědecké knihovně v Českých Budějovicích, Studijní a vědecké knihovně Plzeňského kraje, Knihovně Ústeckého kraje, Krajské vědecké knihovně v Liberci, Studijní a vědecké knihovně v Hradci Králové, Moravskoslezské vědecké knihovně v Ostravě, Krajské knihovně v Pardubicích, Krajské knihovně Františka Bartoše ve Zlíně, Krajské knihovně Karlovy Vary, Krajské knihovně Vysočiny a Městské knihovně v Praze.
Krajský úřad uloží vydavateli, který neodevzdal povinné výtisky, pokutu do výše 50 000 Kč a pokutu do výše 15 000 Kč, pokud nesplnil nabídkovou povinnost.
Má-li odevzdaný povinný výtisk vady po stránce technického zpracování, je jeho příjemce oprávněn požadovat jeho výměnu za bezvadný. Toto právo může uplatnit do tří měsíců ode dne, kdy mu byl výtisk doručen, jinak jeho právo zaniká. Vydavatel je povinen výměnu provést ve lhůtě deseti dnů ode dne, kdy mu došel projev vůle příjemce, jímž uplatnil právo na výměnu.

### Povinný výtisk periodických publikací
Řídí se zákonem 46/2000 Sb., o právech a povinnostech při vydávání periodického tisku a o změně některých dalších zákonů (tiskový zákon). Vydavatel je povinen odevzdat vydání periodického tisku do 7 dnů ode dne jeho vydání, a to:
- 2 ks Národní knihovně České republiky,
- 1 ks Moravské zemské knihovně v Brně,
- 1 ks Knihovně Národního muzea,
- 1 ks Ministerstvu kultury České republiky,
- 1 ks Parlamentní knihovně,
- 1 ks každé krajské knihovně,
- 1 ks periodického tisku, který je vydavatelem určen pro nevidomé nebo slabozraké, Knihovně a tiskárně pro nevidomé K. E. Macana v Praze.

V případě regionálních mutací periodického tisku je povinnost odevzdání každé krajské knihovně splněna odevzdáním jednoho povinného výtisku do spádové krajské knihovny podle označení regionální mutace.